# Fredrik Lagerroth
Lars Fredrik Barthold Lagerroth, född den 10 september 1885 i Önnestads församling i Kristianstads län, död den 30 juli 1974, var en svensk statsvetare, känd för att ha föreslagit en omvärdering av frihetstidens politik och för sina övriga studier i den svenska författningshistorien.

## Biografi
Fredrik Lagerroth var son till kyrkoherden Lars Elias Lagerroth och Anna Ulrika, född Ennes. Han tog mogenhetsexamen i Kristianstad, inskrevs därefter vid Lunds universitet, där han 1907 blev fil.kand., 1913 fil.lic. och 1915 filosofie doktor på avhandlingen Frihetstidens författning. Efter ett par år vid Saltsjöbadens samskola fick Lagerroth en docentur i historisk statskunskap vid Lunds universitet och året därpå i allmän statskunskap. Några år under 1920-talet var han verksam som lektor vid Nya Elementarskolan i Stockholm, men återkom till Lund när han 1929 blev professor i statskunskap där. Han kvarblev i den befattningen tills han blev emeritus 1950.
Redan för sin doktorsavhandling väckte Lagerroth uppmärksamhet, eftersom hans forskning antydde att frihetstiden hade felvärderats vad beträffar dess konstitution. Därmed bestred han den gällande uppfattning som förfäktades av bland andra Ludvig Stavenow och historikern Carl Gustaf Malmström. Avhandlingen bemöttes av skarp kritik från den konservativa sidan av historikerskrået och från konservativa politiker. Lagerroth fortsatte historien framåt i nästföljande arbete, Konung och adel (1917), som behandlar den gustavianska tiden. Ett av Lagerroths kännetecken var att han tolkade den konstitutionella utvecklingen som en kamp mellan kungligt envälde och konstitutionell folkmakt; denna "folkmakt" hade enligt Lagerroth sprungit fram ur adeln och därefter hade allt flera omfattats. Mot Axel Brusewitz uppfattning hävdade han i 1809 års regeringsform den historiska kontinuitetens betydelse i stället för att tolka grundlagen i ljuset av moderna teorier som framkommit i utlandet. I ett par andra verk, bland annat Platons stats- och rättsbegrepp (1928), skriver Lagerroth under inflytande av Hans Kelsens rättsfilosofi. Lagerroth var under andra världskriget sysselsatt med den konstitutionella friheten i de skandinaviska länderna. Efter det stora verket om Moderna författningar (1955) och en tids svår sjukdom återkom Lagerroth på äldre dagar som statsvetenskaplig och historisk författare med bl.a. Den svenska monarkin inför rätta samt jämförande studier av 1809 års regeringsform och förslagen till det som blev 1974 års regeringsform.
1952 invaldes Lagerroth i Vitterhetsakademien. Han är begravd på Norra kyrkogården i Lund.

## Tryckta skrifter
Se "Fredrik Lagerroths tryckta skrifter" Bibliografi redigerad av Per Stjernquist i Studier tillägnade Fredrik Lagerroth, Lund 1950, s. 411-423.